# 中国共产主义青年团新疆维吾尔自治区委员会
中国共产主义青年团新疆维吾尔自治区委员会（維吾爾語：جۇڭگو كوممۇنىستىك ياشلار ئىتتىپاقى شىنجاڭ ئۇيغۇر ئاپتونوم رايونلۇق كومىتېتى‎），简称新疆维吾尔自治区团委、共青团新疆维吾尔自治区委，是中国共产主义青年团在新疆维吾尔自治区的地方组织机构，接受中国共产党新疆维吾尔自治区委员会和中国共产主义青年团中央委员会的领导。主要负责青年工作。